# Carta del líder de Irán a los jóvenes occidentales

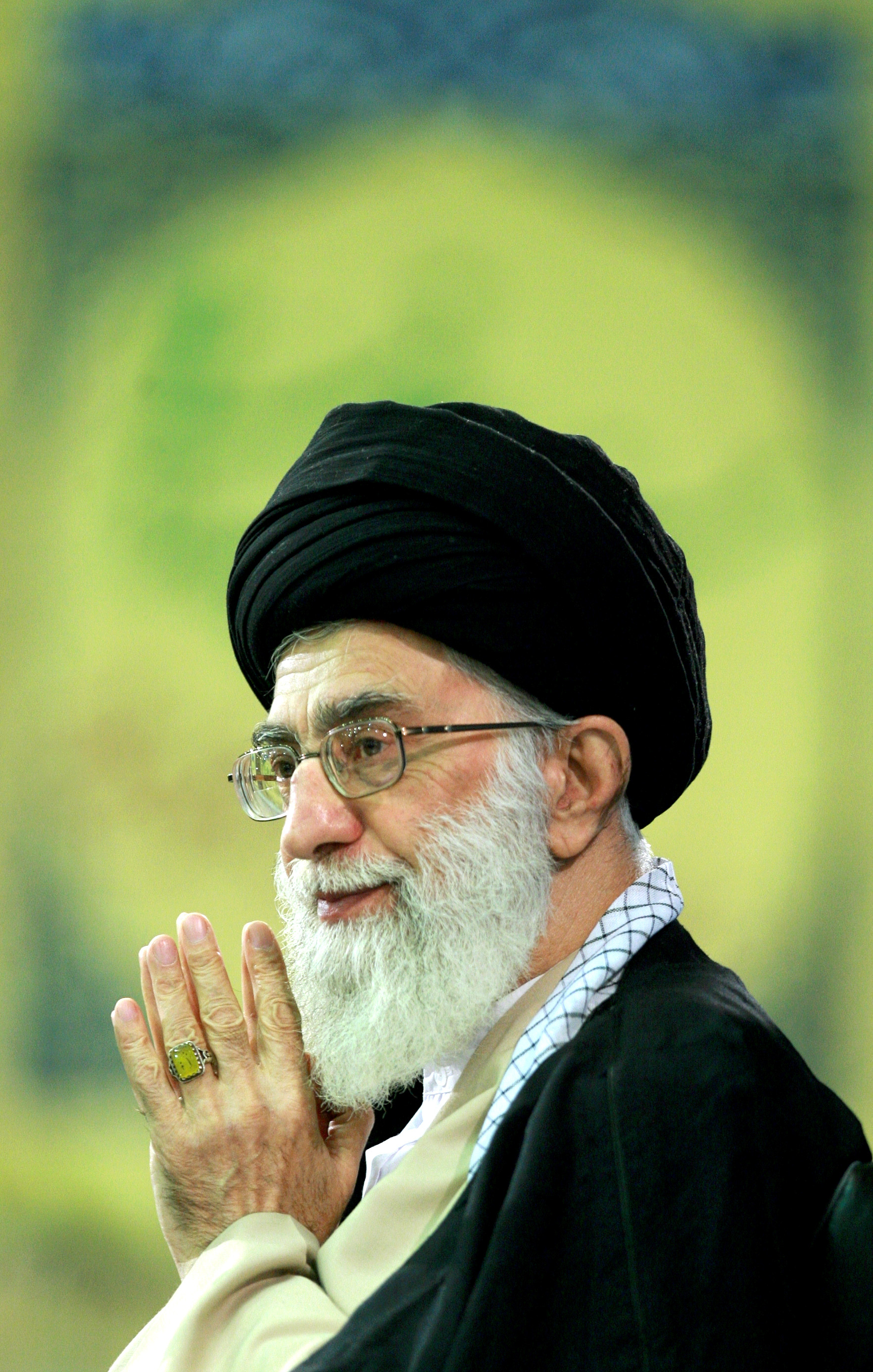
Ali Khamenei autor de la carta

Alí Jamenei escribió otra carta en el año 2015 a los jóvenes de occidente y dijo: Los amargos acontecimientos que provocaron el terrorismo ciego en Francia, una vez más, me han motivado a dialogar con vosotros los jóvenes.
En la carta del líder religioso iraní dirigida a los jóvenes occidentales se expresa también que los ataques militares contra el mundo islámico, que han dejado un sinnúmero de víctimas, es otro ejemplo de la lógica contradictoria y la doble moral de Occidente.
Ambos fueron distribuidos a través de sus cuentas en diferentes redes sociales, incluyendo Twitter, Facebook y Instagram, utilizando la etiqueta #CommonWorry.
A partir del 14 de enero, la carta ha sido traducida a 58 idiomas, en un esfuerzo de colaboración realizada por el representante del Líder Supremo.
Además las cartas de Jamenei se has compartido en los redes de internet que son de suyos.

## Contenido
Jamenei en su segunda carta dijo a los jóvenes: Para mí resulta lamentable que tales acontecimientos generen estas intervenciones, no obstante, es una realidad que si estos asuntos dolorosos no preparan el terreno para encontrar una solución y un motivo para que nos pongamos a pensar juntos, los daños serían mayores.
El diario estadounidense The Washington Times se enfocó especialmente en una parte de las declaraciones del ayatolá Jamenei en la segunda carta, a sabiendas, donde acusa a EE. UU. de crear, fortalecer y armar a Al-Qaeda, a los talibanes y sus afiliados.

### Críticas
En su mensaje, el segundo de este tipo, el Líder persa denunció la política de doble rasero de los Estados occidentales ante el terrorismo: un flagelo que, creado y alimentado por el Occidente, está provocando el derramamiento de sangre de personas inocentes en el Oriente Medio, en Europa, en África y otros puntos del planeta.
Alí Jamenei dirigida a los jóvenes occidentales se expresa también que los ataques militares contra el mundo islámico, que han dejado un sinnúmero de víctimas, es otro ejemplo de la lógica contradictoria y la doble moral de Occidente. Y afirma que: “hoy en día el terrorismo es un dolor común para nosotros y también para ustedes.” 

## La recepción de la carta
Frank Julian Gelli, en una entrevista concedida a la agencia iraní de noticias IRNA, dijo: “He leído la carta del Líder iraní (La segunda carta) dado el interés de algunos jóvenes occidentales en adherirse a los grupos extremistas creo que es un acto muy importante que un líder religioso escriba una misiva así”.
Ali Lariyani el presidente de la Asamblea Consultiva Islámica de Irán ha declarado: “La reciente carta del Líder iraní a los jóvenes occidentales allanó el terreno para una interacción constructiva entre el mundo musulmán y el occidental, basada en la racionalidad, la verdad, y el respeto a las culturas.”